# Andrena bicolorata
Andrena bicolorata is een vliesvleugelig insect uit de familie Andrenidae. De wetenschappelijke naam van de soort is voor het eerst geldig gepubliceerd in 1790 door Rossi.